# Mark Barkworth
Mark Barkworth, (alias Mark Lambert), né vers 1572 à Searby, West Lindsey, dans le Lincolnshire et mort le 27 février 1601 à Tyburn, Angleterre, est un oblat bénédictin et prêtre catholique anglais arrêté et exécuté sous le règne d'Elizabeth Ire.

## Biographie
Né vers 1572 il est dit avoir étudié un temps à Oxford, bien qu'il n'existe aucune trace de son séjour là-bas. Élevé à l'origine dans la religion anglicane, il est reçu dans l'Église catholique à Douai en 1593 par un prêtre jésuite flamand et s'inscrit le 5 octobre 1594 au collège anglais de cette ville en vue de la prêtrise.
En raison d'une épidémie de peste, en 1596 il est envoyé à Rome et de là au collège royal de Saint Alban à Valladolid, en Espagne, où il entre. En route vers l'Espagne, il aurait eu une vision de saint Benoît, qui lui aurait dit qu'il mourrait en martyr, sous l'habit bénédictin. Aussi, pendant son séjour à Valladolid, il établit des contacts plus étroits avec cet ordre. Il est ordonné prêtre quelque temps avant juillet 1599, date à laquelle il part pour la mission anglaise accompagné par Thomas Garnet. En chemin, il séjourne au monastère bénédictin Santa María la Real d'Irache en Navarre, où il devient oblat bénédictin.
Après avoir échappé aux mains des huguenots lors de son voyage de retour vers sa terre natale, il est néanmoins arrêté à son arrivée en Angleterre et emprisonné à la prison de Newgate. Il y est gardé six mois avant d'être transféré à la prison de Bridewell. Il est finalement condamné à mort. Son crime est d'avoir été ordonné prêtre catholique, ce qui selon une loi de 1585 est passible de la peine de mort. Il est exécuté à Tyburn avec le jésuite Roger Filcock et Anne Line, le 27 février 1601.

## Vénération
Reconnu comme un martyr catholique, Mark Barkworth fut béatifié en 15 décembre 1929 par le pape Pie XI. Vénéré par l'Église catholique il est fêté le 27 février et est compté dans la liste des Cent sept martyrs d'Angleterre et du pays de Galles.